# العالية (قرية)
العالية هي اسم منطقة للسكن المتفرق تقع على الطريق الوطنية رقم 12 وتتبع إداريا معتمدية حفوز من ولاية القيروان وتتمثل نواتها في مدرسة ابتدائية.